# Felicio Brown Forbes
Felicio Anando Brown Steinert (* 28. August 1991 in Berlin) ist ein deutsch-costa-ricanischer Fußballspieler.

## Jugend
Er fing mit acht Jahren im September 1999 an Fußball zu spielen beim FV Wannsee und blieb dort zwei Jahre und ging zum Lichterfelder FC und von dort 2006 zum FC Hertha 03 Zehlendorf. Sein Vater ist aus Costa Rica und seine Mutter ist Deutsche, die ihn in Berlin allein großzog. Brown Forbes wurde in Berlin geboren, verbrachte jedoch seine ersten Lebensjahre in Costa Rica, bevor er im Alter von fünf Jahren in seine Geburtsstadt zurückkehrte.
Zunächst als Stürmer spielte er bei der FV Wannsee, beim Lichterfelder FC und später bei FC Hertha 03 Zehlendorf. Anfang 2008 wechselte er zu Hertha BSC, wo er zum Abwehrspieler umschulte.

## Karriere

### Verein
Im Sommer 2010 wechselte Brown Forbes zum 1. FC Nürnberg, bei dem er sich zunächst in der zweiten Mannschaft für die Profis empfahl. Nach einer Halbserie und 13 Einsätzen wechselte Brown Forbes ohne Leihgebühr für ein halbes Jahr in die 3. Liga zum FC Carl Zeiss Jena. Bei Jena debütierte er am 19. Spieltag gegen die zweite Mannschaft des VfB Stuttgart. Am Saisonende 2010/11 zog der FC Carl Zeiss Jena die Kaufoption nicht. So kehrte er am 30. Juni 2011 nach Nürnberg zurück. Im Juli 2011 wechselte Brown Forbes auf Leihbasis zum Drittligisten Rot-Weiß Oberhausen. Ende Januar 2013 wechselte er zum FSV Frankfurt, wo er sich einen Platz im Profikader erspielen soll. Er erhielt einen Vertrag bis zum Saisonende plus eine Option auf eine weitere Saison. Dort spielte er allerdings nur für die 2. Mannschaft und so ging er im Sommer zum russischen Erstligisten Krylja Sowetow Samara. Anschließend folgten weitere Stationen im Land beim FK Ufa, dem FK Rostow, Arsenal Tula, Anschi Machatschkala und Amkar Perm. Seit 2018 war er in Polen aktiv, zuerst bei Korona Kielce und später für Raków Częstochowa. Im September 2020 wechselte er fest zu Wisła Krakau, dessen Trainer mittlerweile Peter Hyballa war. Knapp anderthalb Jahre später wurde sein Vertrag im März 2022 dann wieder aufgelöst. Danach wechselte er nach China, wo er mit Wuhan Three Towns FC 2022 chinesischer Meister wurde. Im Jahr darauf wechselte er weiter zu Qingdao Hainiu. Hier stand er bis Ende Januar 2024 unter Vertrag. Im Februar 2024 zog es ihn nach Indien. Hier unterschrieb er in Kolkata einen Vertrag beim Erstligisten East Bengal FC. Für den Verein bestritt er elf Ligaspiele. Der thailändische Erstligist Muangthong United nahm ihn im Juli 2024 unter Vertrag. Nach 14 Ligaspielen, in denen er vier Treffer erzielte, wurde sein Vertrag nach der Hinrunde im Dezember 2024 nicht verlängert. Im Januar 2025 ging er nach China, wo er in Yanji einen Vertrag beim Zweitligisten Yanbian Longding FC unterschrieb.

### Nationalmannschaft
Schon im Alter von zehn Jahren wurde er gezielt im DFB-Stützpunkt Berlin-Wannsee gefördert. Nach Berufungen in die Berliner Auswahl wurde Brown Forbes 2010 erstmals für die deutsche U-19-Nationalmannschaft nominiert, für die er vier Spiele bestritt. Im Frühjahr 2011 debütierte Brown Forbes für Deutschlands U-20 gegen Italien.
Einladungen für die Costa-ricanische Fußballnationalmannschaft lehnte Brown Forbes bis dahin immer ab. Aber am 10. Oktober 2014 absolvierte er doch sein erstes A-Länderspiel für das mittelamerikanische Land beim 4:3-Testspielsieg im Oman, als er in der 71. Minute für Cristian Gamboa eingewechselt wurde. Erst sechs Jahre später kam Brown Forbes gegen Katar (1:1) zu seinem zweiten Einsatz und Nummer drei folgte im März 2021 gegen Bosnien-Herzegowina (0:0).

## Privates
Brown Forbes erreichte die Mittlere Reife und absolvierte eine Ausbildung zum Sportassistenten.

## Erfolge
- Chinesischer Meister: 2022